# カレイドスコープ (芸能事務所)
株式会社カレイドスコープは、日本の音楽・声優プロダクション。日本芸能マネージメント事業者協会会員。代表取締役は、ジョー・リノイエ。音楽制作業務に加えて、2006年より新たに声優のマネジメント、モデルやコンパニオンのキャスティングなどの業務も始める。

## 所属声優
※2025年3月現在。

### 男性
- 天神英貴
- 野村勝人
- 橋中祐治

### 女性
- 葵井しいか
- 鵜殿麻由
- 白兎夕季
- 岬優花
- 宮内優花

### 準所属

#### 男性
- 木村憲司
- 樋田炎
- 野中亮

#### 女性
- 石川佑季
- 原田瑛里
- 寺本恵里加
- おくやまえり
- 見波咲空
- 菰田莉穂
- 有賀つむぎ
- 小池愛梨
- 菅野美咲
- 菊地しずく
- 飯富梓
- 岡本絵里
- 関根涼

### 預かり所属

#### 男性
- 與坂雄仁
- 上阪航希
- 暁紬
- 白沼豊彦
- 富屋颯
- 智水蓮
- 倉本和季
- 吉田瑞樹
- 岩﨑優
- 高橋宏幸

#### 女性
- 梅山翠
- 佐々木のぞみ
- 上仲景子
- 西岡千絵
- 鹿島瞳
- 佐分祐佳子
- 縞谷美智子
- 鈴宮来菜
- 若宮広夏
- 細田夏帆
- 白鳥世奈
- 日名瀬陽菜

## かつて所属していた主な声優

### 男性
- 一ノ瀬雅彦（フリー）
- 越田直樹（引退）
- タツナミシュウイチ（フリー）
- 寺井智之（現所属：EARLY WING）
- 波多野和俊（現所属：VOICEプロ アルカンシェル）

### 女性
- 逢葉まどか（引退）
- あきやまかおる（現所属：ぷろだくしょんバオバブ）
- 井澤詩織（現所属：ボイスキット）
- 井上直美（フリー、アバンジエンターテイメント（業務提携））
- 今井麻美（現所属：EARLY WING）
- 柏木弘美
- 門脇舞以（フリー、スチール・ウッド・ガーデン（業務提携））
- 川原亜由美
- 喜多村英梨（フリー）
- 桑門そら（現所属：EARLY WING）
- 野田順子（フリー）
- 平賀三恵（フリー）
- 真木碧（フリー、クロコデイル（業務提携））
- 水野愛日（現所属：EARLY WING）
- 吉成由貴（現所属：キャトルステラ）
- 山本彰子
- 本間美咲